# カルロス・セクレタリオ
カルロス・アルベルト・オリヴェイラ・セクレタリオ（Carlos Alberto Oliveira Secretário, 1970年5月12日 - ）は、ポルトガル共和国アヴェイロ県サン・ジョアン・ダ・マデイラ出身の元同国代表の元サッカー選手。現サッカー指導者。ポジションはDF。
17年間のキャリアの中、母国の6チームを渡り歩きスーペル・リーガで341試合12ゴールを記録。FCポルト時代は、そこで18もの主要タイトルを獲得した。
ポルトガル代表としては30試合以上に出場し、UEFA欧州選手権に2度出場した。

## 経歴
セクレタリオは2部のジル・ヴィセンテFCでプロデビューをし、ミッドフィルダーとしてキャリアを始めた。1989-90シーズンにスーペル・リーガのFCペナフィエルへ移籍し、同カテゴリーのFCファマリカンで1シーズン過ごした。1992-93シーズンにSCブラガと契約した。
1993年夏に同リーグの強豪FCポルトへ移籍すると、すぐさまレギュラーを掴みDFやMFでプレーし、さらにジョアン・ピント (1961年生のサッカー選手)の引退後は、殆どを右SBとして出場。この間にリーグ2回, カップ1回, スーパーカップ1回獲得した。
ポルトでの活躍にレアル・マドリードから関心を寄せられ1996年7月に契約を結ぶも、ファビオ・カペッロ監督の信頼をなかなか得られずにいると、さらに1997年1月にイタリア代表のクリスティアン・パヌッチが移籍してきたことで状況が悪化。エスタディオ・サンティアゴ・ベルナベウで行われたレアル・ベティス戦では、ウサギが投げ込まれたことで一時試合が遅れたが、セクレタリオがすぐさま捕まえると、TVコメンテーターのアルセニオ・イグレシアスから"彼は良い選手でないかもしれないが、素晴らしいハンターではある"と皮肉を言われる ほど、ここでの生活は失敗に終わった。
シーズンも残り6週間半となった1998年1月にポルトへ復帰。2000年頃から怪我などが原因で徐々に出場機会が少なくなる中、ジョゼ・モウリーニョが監督就任後のチームは2002-03シーズンにUEFAカップ, 2003-04シーズンにUEFAチャンピオンズリーグで17年ぶりの優勝と次から次へとタイトルを獲得するも、パウロ・フェレイラにポジションを奪われたことで、さらに出場機会が激減し、同シーズン限りで退団。
翌シーズンに2部のFCマイアでプレーし、2005年6月に現役を引退した。引退後は、同クラブで指導者としてのキャリアをスタートさせ、以降下部リーグのクラブを指揮している。

## 代表
1994年のリヒテンシュタイン戦でポルトガル代表デビューを果たす。UEFA EURO 1996, UEFA EURO 2000と2度UEFA欧州選手権でプレーするも、共に2番手で両大会合わせて出場は3試合だった。この頃から怪我などの原因によりクラブでの出場機会が少なくなったため、2002 FIFAワールドカップの代表入りを逃した。

## 所属クラブ
- ジル・ヴィセンテFC 1988-1989
- FCペナフィエル1989-1991
- FCファマリカン1991-1992
- SCブラガ 1992-1993
- FCポルト 1993-1996
- レアル・マドリード 1996-1997
- FCポルト 1998-2004
- FCマイア（ポルトガル語版）2004-2005